# Barling
Barling är en ort i civil parish Barling Magna, i distriktet Rochford i grevskapet Essex i England. Orten är belägen 6 km från Southend-on-Sea. År 1946 blev den en del av den då nybildade Barling Magna. Parish hade 380 invånare år 1931. Byn nämndes i Domedagsboken (Domesday Book) år 1086, och kallades då Berlinga.